# Mateo Tello
Mateo Joao Tello Arce (n. Atacames, Ecuador; 10 de agosto de 1995) es un futbolista ecuatoriano. Juega como centrocampista y su actual equipo es Gualaceo Sporting Club de la Serie B de Ecuador.

## Trayectoria
Se inició en las categorías formativas de Norte América y de Independiente del Valle. En el mes de julio de 2015 fue sancionado por la Comisión Disciplinaria de la Federación Ecuatoriana de Fútbol de no poder jugar por seis meses debido a la adulteración de identidad, ya que jugaba con el nombre de Fabiano Tello cuándo fue convocado a la selección de fútbol sub-17 de Ecuador con la que disputó el sudamericano de la categoría que se llevó a cabo en Paraguay.
Después jugó para la Universidad Católica y el América de Quito.
Para el 2019 forma parte de la plantilla de Liga de Portoviejo que disputaba la Serie B de Ecuador y con la cual consiguió el ascenso a la Serie A al quedar subcampeón.
En el 2020 vuelve a la Universidad Católica.

## Selección nacional

### Categorías inferiores
- En marzo de 2015 bajo el nombre de Fabiano Tello fue convocado a la selección de fútbol sub-17 de Ecuador dirigida por Sixto Vizuete para disputar el Sudamericano sub-17 de 2015. Previo a ello había actuado con la selección de fútbol sub-20 de Ecuador en el Sudamericano sub-20 de 2015. Sólo estaba habilitado para disputar este último torneo, no el primero.

#### Participaciones en Sudamericanos
| Campeonato                  | Sede     | Resultado    | Partidos | Goles |
| --------------------------- | -------- | ------------ | -------- | ----- |
| Sudamericano Sub-20 de 2015 | Uruguay  | Primera fase | 1        | 0     |
| Sudamericano Sub-17 de 2015 | Paraguay | Semifinales  | 9        | 2     |

## Clubes
| Club                    | País    | Año       |
| ----------------------- | ------- | --------- |
| Independiente del Valle | Ecuador | 2016      |
| Espoli                  | Ecuador | 2016      |
| Independiente del Valle | Ecuador | 2016      |
| América de Quito        | Ecuador | 2016      |
| Universidad Católica    | Ecuador | 2016      |
| América de Quito        | Ecuador | 2016      |
| Universidad Católica    | Ecuador | 2017      |
| América de Quito        | Ecuador | 2017      |
| Universidad Católica    | Ecuador | 2017-2018 |
| Liga de Portoviejo      | Ecuador | 2019      |
| Universidad Católica    | Ecuador | 2020      |
| Orense                  | Ecuador | 2021      |
| América de Quito        | Ecuador | 2022      |
| Aampetra                | Ecuador | 2023      |
| Guaranda F. C.          | Ecuador | 2023      |
| Gualaceo S. C.          | Ecuador | 2024-act. |